# Tindische Sprache

Tindisch oder Tindi (Nr. 22) im Umfeld der Nordostkaukasischen Sprachfamilie

Tindisch ist die Sprache der Einwohner von Tindi. Sie wird von etwa 5.000–6.000 Menschen in mehreren Aulen (Dörfern) des Rajons Zumada im westlichen Bergdagestan nahe Georgien und Tschetschenien gesprochen: in Tindi, Angida, Aknada, Etscheda und Tissi.
Es gibt keine Selbstbezeichnung der Sprecher für ihre Sprache; die Einwohner nennen sich nach ihrem jeweiligen Aul. Die Tindisch-Sprecher sind alle zweisprachig und beherrschen neben Tindisch auch Awarisch. Es wurde ein Alphabet auf der Grundlage des Kyrillischen ausgearbeitet.